# Blanète
Cet article possède un paronyme, voir Planète.

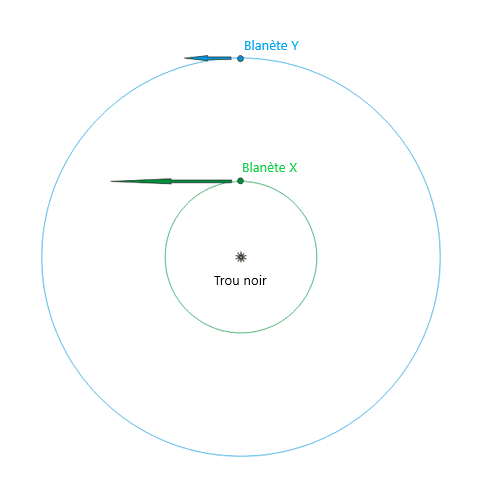
Schéma d'un système composé d'un trou noir et des blanètes gravitant autour de ce dernier.

Les blanètes sont une classe hypothétique d'exoplanètes qui orbitent autour de trous noirs. Des milliers de blanètes similaires à la Terre tourneraient autour de Sagittarius A, le trou noir supermassif situé au centre de la Voie lactée.

## Étymologie
Le mot français « blanète » est la francisation de l'anglais blanet, un mot-valise forgé par l'équipe de Keiichi Wada à l'université de Kagoshima (Japon) par contraction de black hole planet (« planète de trou noir »). Bien qu'un premier article de cette équipe sur le sujet date de 2019, le terme apparait dans leur article de 2021 (prépublié en 2020) ,,.

## Description
Les blanètes sont fondamentalement similaires aux planètes ; elles ont une masse suffisante pour être arrondies par leur propre gravité, mais ne sont pas assez massives pour déclencher la fusion thermonucléaire, tout comme les planètes qui orbitent autour des étoiles. En 2019, une équipe d'astronomes et d'exoplanétologues a montré qu'il existe une zone de sécurité autour d'un trou noir supermassif qui pourrait abriter des milliers de blanètes en orbite autour de lui.

## Formation
Les blanètes se formeraient dans le disque d'accrétion qui orbite autour d'un trou noir. Les disques d'accrétions des trous noirs supermassifs en particulier seraient le terreau idéal pour ce type d'exoplanètes.